# Hattsvampar

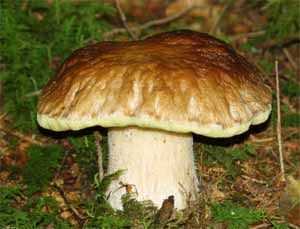
Stensopp.

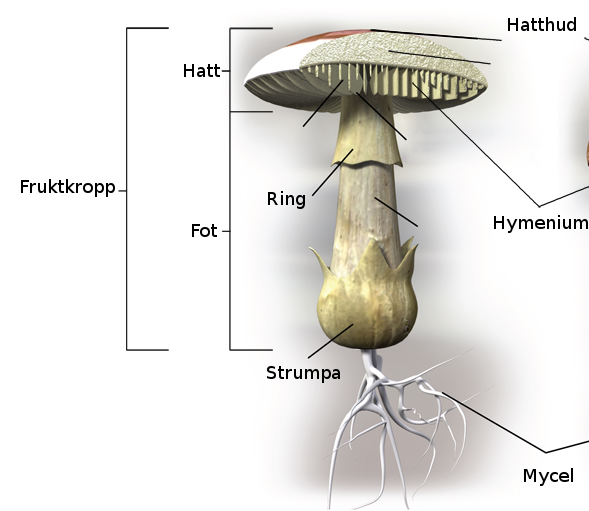
Fruktkroppens uppbyggnad hos en skivling.

Hattsvampar är svampar vars fruktkropp är försedd med hatt på vilken den sporbildande vävnaden, hymeniet, sitter. Hattsvamparna är inte en naturlig grupp genom släktskap.

## Taxonomisk historia
I äldre svamptaxonomi, som byggde på morfologiska kännetecken, var hattsvampar den största klassen, Hymenomycetes Fr. 1874, inom divisionen Basidiesvampar (Basidiomycetes). Det vetenskapliga namnet kommer ur grekiska ὑμήν, "hymen", hinna och μύκης, "mykes", svamp och syftar på att hymeniet utvecklas öppet (gymnokarp sporbildning) eller bara täckt av en slöja, "velum", (semiangiokarp sporbildning), även kallat hylle. Senare forskning (speciellt inom molekylär fylogeni) har visat att gruppen är polyfyletisk och att arter som tidigare räknades till buksvamparna (en annan nu övergiven klass som grundades på morfologi) ingår i hattsvamparnas ordningar och familjer. De tidigare hattsvamparna förs därför numera till klassen Agaricomycetes tillsammans med arter med gasterokarp sporbildning (med hymeniet inneslutet i fruktkroppen), exempelvis röksvampar.

## Anatomi
Överst på hatten återfinns hatthuden, som på flugsvampar är beströdd med hylleplättar. Under hatthuden finns hattkött, och under det finns i de flesta fall hymeniet utbrett på olika slag av bildningar.
Hymeniet är utbrett som ett tunt överdrag antingen på en större eller mindre del av hattens yta eller på olika bildningar som är särskilt avsedda därför, som skivor (lameller) eller rör (porer).
Om hatten har en central upphöjd mittdel, som en bula, då kallas den bulan umbo. Umbo blir särskilt iögonfallande om den fullt utvuxna hatten blir platt eller skålformad.
Under hatten finns foten. Foten växer upp ur mycelet, ett ofta flerårigt, vegetativt lager, består av en mängd tunnare eller tjockare trådar (hyfer) under markytan.
Hattsvampar är, när fruktkropparna är små, ofta skyddade av hyllen. Rester av spruckna hyllen finns hos några hattsvampsarter som ring runt foten, hos vissa arter strumpa (volva) och hylleplättar, särskilt hos flugsvampar.

## Levnadssätt
Hattsvamparna lever i jord, som innehåller multnade ämnen, och även i ruttnande ved. De synliga delarna av svampen, fruktkropparna, skjuter snabbt upp ur marken under gynnsamma förhållanden, det vill säga relativt hög fuktighet och inte för låg temperatur. Detta har gett upphov till uttrycket "växer som svampar ur jorden", men de är i allmänhet mycket förgängliga och ruttnar snart. 
Många "hattsvampar" är värdefulla som matsvampar, men många är även i hög grad giftiga. 